# Ribeirão das Neves
Ribeirão das Neves város Brazíliában, Minas Gerais államban. Lakosainak száma 329 794 fő (2022). Ribeirão das Neves Belo Horizonte, Vespasiano, Contagem, Pedro Leopoldo és Esmeraldas községekkel határos.

## Népesség
A település népességének változása:
| Lakosok száma | 246 846 | 296 317 | 331 045 | 338 197 | 341 415 | 329 794 |
|               | 2000    | 2010    | 2018    | 2020    | 2021    | 2022    |